# بیصور
بیصور (به عربی: بیصور) یک منطقهٔ مسکونی در لبنان است که در شهرستان عالیه واقع شده‌است. بیصور ۶٫۲۹ کیلومتر مربع مساحت دارد ۷۵۰ متر بالاتر از سطح دریا واقع شده‌است.